# Precinct de Pinckneyville No. 4
Le precinct de Pinckneyville n° 4 est un precinct électoral du comté de Perry dans l'Illinois, aux États-Unis. En 2010, ce precinct comptait une population de 726 habitants.